# Momordica
Genre
Momordica est un genre de plantes à fleurs de la famille des Cucurbitaceae.
Une de ses espèces la plus connue est la margose, concombre amer ou momordique (Momordica charantia). Les fruits de Momordica cochinchinensis, Momordica dioica et Momordica grosvenorii sont également cultivés pour l'alimentation humaine mais sont de moindre importance commerciale.

## Liste des espèces, variétés et sous-espèces
Selon Catalogue of Life (11 septembre 2017) :
- Momordica angolensis R. Fernandes
- Momordica angustisepala Harms
- Momordica anigosantha Hook. fil.
- Momordica argillicola Thulin
- Momordica balsamina L.
- Momordica boivinii Baill.
- Momordica cabrae (Cogn.) C. Jeffrey
- Momordica calantha Gilg
- Momordica camerounensis Keraudr.
- Momordica cardiospermoides Kl.
- Momordica charantia L.
- Momordica cissoides Planch. ex Benth.
- Momordica clarkeana King
- Momordica cochinchinensis (Lour.) Spreng.
- Momordica corymbifera Hook. fil.
- Momordica cymbalaria Fensl ex Naud.
- Momordica denticulata Miq.
- Momordica denudata (Thw.) C. B. Clarke
- Momordica dioica Roxb. ex Willd.
- Momordica dissecta Baker
- Momordica enneaphylla Cogn.
- Momordica foetida Schum.
- Momordica friesiorum (Harms) C. Jeffrey
- Momordica gilgiana Cogn.
- Momordica glabra Zimmermann
- Momordica henriquesii Cogn.
- Momordica humilis (Cogn.) C. Jeffrey
- Momordica jeffreyana Keraudr.
- Momordica kirkii (Hook. fil.) C. Jeffrey
- Momordica leiocarpa Gilg
- Momordica littorea M. Thulin
- Momordica macrosperma Chiov.
- Momordica mossambica H.Schaef.
- Momordica multiflora Hook. fil.
- Momordica obtusisepala Keraudr.
- Momordica parvifolia Cogn.
- Momordica peteri Zimmermann
- Momordica pterocarpa Hochst.
- Momordica racemiflora Cogn.
- Momordica repens Bremek.
- Momordica rostrata Zimmermann
- Momordica rumphii W.J.de Wilde
- Momordica sahyadrica Kattuk. & V.T.Antony
- Momordica sessilifolia Cogn.
- Momordica silvatica Jungkind
- Momordica spinosa (Gilg) Chiov.
- Momordica subangulata Bl.
- Momordica trifoliolata Hook. fil.
- Momordica welwitschii Hook. fil.

Selon GRIN (11 septembre 2017) :
- Momordica angustisepala Harms
- Momordica balsamina L.
- Momordica boivinii Baill.
- Momordica cabrae (Cogn.) C. Jeffrey
- Momordica calantha Gilg
- Momordica charantia L.
- Momordica cissoides Planch. ex Benth.
- Momordica cochinchinensis (Lour.) Spreng.
- Momordica cymbalaria Hook. f.
- Momordica dioica Roxb. ex Willd.
- Momordica foetida Schumach.
- Momordica peteri A. Zimm.
- Momordica rostrata A. Zimm.
- Momordica sahyadrica Kattuk. & V. T. Antony
- Momordica subangulata Blume
- Momordica trifoliolata Hook. f.

Selon ITIS (11 septembre 2017) :
- Momordica balsamina L.
- Momordica charantia L.
- Momordica cochinchinensis (Lour.) Spreng.
- Momordica dioica Roxb. ex Willd.

Selon NCBI (11 septembre 2017) :
- Momordica angolensis
- Momordica angustisepala
- Momordica anigosantha
- Momordica balsamina
- Momordica boivinii
- Momordica cabrae
- Momordica calantha
- Momordica camerounensis
- Momordica cardiospermoides
- Momordica charantia
  - sous-espèce Momordica charantia subsp. charantia
  - sous-espèce Momordica charantia subsp. macroloba
  - variété Momordica charantia var. muricata
- Momordica cissoides
- Momordica clarkeana
- Momordica cochinchinensis
- Momordica corymbifera
- Momordica cymbalaria
- Momordica denticulata
- Momordica denudata
- Momordica dioica
- Momordica dissecta
- Momordica enneaphylla
- Momordica foetida
- Momordica friesiorum
- Momordica gilgiana
- Momordica glabra
- Momordica henriquesii
- Momordica humilis
- Momordica involucrata
- Momordica jeffreyana
- Momordica kirkii
- Momordica laotica
- Momordica leiocarpa
- Momordica littorea
- Momordica macrophylla
- Momordica mossambica
- Momordica multiflora
  - variété Momordica multiflora var. albopilosa
- Momordica obtusisepala
- Momordica parvifolia
- Momordica peteri
- Momordica pterocarpa
- Momordica repens
- Momordica rostrata
- Momordica runssorica
- Momordica sahyadrica
- Momordica sessilifolia
- Momordica silvatica
- Momordica sphaeroidea
- Momordica spinosa
- Momordica subangulata
  - sous-espèce Momordica subangulata subsp. renigera
- Momordica suringarii
- Momordica trifolia
- Momordica trifoliolata
- Momordica welwitschii

Selon The Plant List (11 septembre 2017) :
- Momordica angolensis R.Fern.
- Momordica angustisepala Harms
- Momordica anigosantha Hook. f.
- Momordica balsamina L.
- Momordica boivinii Baill.
- Momordica cabraei (Cogn.) C.Jeffrey
- Momordica calantha Gilg
- Momordica cardiospermoides Klotzsch
- Momordica charantia L.
- Momordica cissoides Planch. ex Benth.
- Momordica cochinchinensis (Lour.) Spreng.
- Momordica corymbifera Hook. f.
- Momordica cymbalaria Hook. f.
- Momordica dioica Roxb. ex Willd.
- Momordica enneaphylla Cogn.
- Momordica foetida Schumach.
- Momordica friesiorum C. Jeffrey
- Momordica gilgiana Cogn.
- Momordica glabra A. Zimm.
- Momordica henriquesii Cogn.
- Momordica humilis (Cogn.) C.Jeffrey
- Momordica jeffreyana Keraudren
- Momordica kirkii C. Jeffrey
- Momordica leiocarpa Gilg
- Momordica littorea Thulin
- Momordica multiflora Hook.f.
- Momordica parvifolia Cogn.
- Momordica peteri A. Zimm.
- Momordica pterocarpa A. Rich.
- Momordica repens Bremek.
- Momordica rostrata A. Zimm.
- Momordica sessilifolia Cogn.
- Momordica spinosa Chiov.
- Momordica subangulata Blume
- Momordica trifoliolata Hook. f.
- Momordica welwitschii Hook.f.

Selon Tropicos (11 septembre 2017) (Attention liste brute contenant possiblement des synonymes) :
- Momordica adoensis Hochst. ex A. Rich.
- Momordica affinis De Wild.
- Momordica angolensis R. Fern.
- Momordica angustisepala Harms
- Momordica anigosantha Hook. f.
- Momordica balsamina L.
- Momordica bequaertii De Wild.
- Momordica boivinii Baill.
- Momordica brachybotrys Poepp. & Endl.
- Momordica bracteata Hutch. & Dalziel
- Momordica cabrae C. Jeffrey
- Momordica calantha Gilg
- Momordica camerounensis Keraudren
- Momordica cardiospermoides Klotzsch
- Momordica charantia L.
- Momordica chinensis Spreng.
- Momordica cissoides Planch. ex Benth.
- Momordica clematidea Sond.
- Momordica cochinchinensis (Lour.) Spreng.
- Momordica cognauxiana Gilg
- Momordica cordata Cogn.
- Momordica cordifolia E. Mey. ex Sond.
- Momordica corymbifera Hook. f.
- Momordica cylindrica L.
- Momordica cymbalaria Fenzl ex Naudin
- Momordica denudata C.B. Clarke
- Momordica dioeca Roxb. ex Willd.
- Momordica dioica Roxb. ex Willd.
- Momordica eberhardtii Gagnep.
- Momordica echinata Muhl. ex Willd.
- Momordica elaterium L.
- Momordica elegans Salisb.
- Momordica enneaphylla Cogn.
- Momordica foetida Schumach.
- Momordica friesiorum C. Jeffrey
- Momordica gilgiana Cogn.
- Momordica glabra A. Zimm.
- Momordica grosvenorii Swingle
- Momordica henriquesii Cogn.
- Momordica hispida Dennst. ex Miq.
- Momordica humilis (Cogn. ex Schinz) C. Jeffrey
- Momordica hystrix Gillies
- Momordica indica L.
- Momordica involucrata E. Meyer ex Sonder
- Momordica jeffreyana Keraudren
- Momordica kirkii C. Jeffrey
- Momordica lanata Thunb.
- Momordica laotica Gagnep.
- Momordica leiocarpa Gilg
- Momordica littorea Thulin
- Momordica luffa L.
- Momordica macrophylla Gage
- Momordica macropoda Poepp. & Endl.
- Momordica mannii Hook. f.
- Momordica marlothii Harms
- Momordica meloniflora Hand.-Mazz.
- Momordica mixta Roxb.
- Momordica morkorra A. Rich.
- Momordica multicrenata Cogn.
- Momordica multiflora Hook. f.
- Momordica muricata Willd.
- Momordica operculata L.
- Momordica parvifolia Cogn.
- Momordica pedata L.
- Momordica peteri A. Zimm.
- Momordica pterocarpa A. Rich.
- Momordica purgans Mart.
- Momordica pycnantha Harms
- Momordica quinquefida (Hook. & Arn.) Hook. & Arn.
- Momordica quinquelobata Vell.
- Momordica racemosa Steud.
- Momordica renigera Cogn.
- Momordica repens Bremek.
- Momordica rostrata A. Zimm.
- Momordica roxburghii G. Don
- Momordica rutshuruensis De Wild.
- Momordica sahyadrica
- Momordica schinzii Cogn. ex Schinz
- Momordica schliebenii Harms
- Momordica sessilifolia Cogn.
- Momordica sicyoides Ser.
- Momordica sinensis Spreng.
- Momordica spinosa Chiov.
- Momordica subangulata Blume
- Momordica surculata Noronha
- Momordica tonkinensis Gagnep.
- Momordica trifolia L.
- Momordica trifoliolata Hook. f.
- Momordica triloba Wight
- Momordica tuberosa Cogn.
- Momordica tubiflora Roxb.
- Momordica umbellata (Klein ex Willd.) Roxb.
- Momordica wallichii Roem.
- Momordica welwitschii Hook. f.